# Кухня (сезон 3)
«Кухня» — российский комедийный сериал. Производство «Keystone Production» и «Yellow, Black and White» по заказу СТС. Сериал повествует о разных комичных и драматичных ситуациях внутри коллектива элитного ресторана французской кухни «Claude Monet» (Клод Моне), с 5 сезона — ресторана «Victor» (Виктор). Третий сезон транслировался с 3 марта по 3 апреля 2014 года на телеканале СТС, вышло 20 эпизодов.

## Сюжет
После того, как Виктор Петрович выгоняет Максима Лаврова с кухни, он устраивается на работу в этот же ресторан, но по другую сторону баррикад — официантом. Макс также не бросает попыток добиться расположения Вики. В ресторане тем временем появляется новый повар молекулярной кухни — Катя, которая придаёт нотку пикантности на кухне, что не нравится шефу.

## Актёрский состав
- Марк Богатырев — Максим Леонидович Лавров, официант/курьер/повар ресторана «Claude Monet». В одной из серий Шеф вернул его на кухню. Макс находчив и изобретателен, но в то же время легкомыслен и слабохарактерен, из-за чего часто попадает в сложные ситуации. Встречался с Катей, но в последней серии восстановил отношения с Викой.
- Дмитрий Назаров — Виктор Петрович Баринов, шеф-повар ресторана «Claude Monet», отец Кати. Обладатель чрезвычайно скверного характера. Имеет пристрастие к алкоголю и азартным играм. Страстный болельщик футбольной команды Спартак. У него не очень хорошие отношения с дочерью, но всё же они нашли общий язык.
- Елена Подкаминская — Виктория Сергеевна Гончарова, директор ресторана «Claude Monet». Уверенная в себе, независимая женщина, талантливый руководитель. Встречалась с Максом. Дмитрий Нагиев пытался жениться на ней, но она отказалась и продолжила отношения с Максом.
- Дмитрий Нагиев — Дмитрий Владимирович Нагиев, хозяин ресторана «Claude Monet». Успешный актёр и шоумен. Друг Виктора Петровича. Состоял в формальных платонических отношениях с Викой (46—53 серии), которые так и не переросли во что-то большее.
- Валерия Федорович — Екатерина Викторовна Семёнова, Дочь Виктора Петровича, повар молекулярной кухни (41—45 серии). Позже стала су-шефом молекулярной кухни (45—59 серии). Когда она пришла, в неё сразу влюбились почти все повара. Приехала после учёбы во Франции, как специалист по молекулярной кухне. Отец не хотел принимать её к себе на кухню, но её взял на работу Нагиев. Была отчислена из кулинарной академии в Париже, что долго скрывала от отца, в итоге обман был раскрыт, но без особых последствий. Какое-то время встречалась с Максом. но позже они расстались и Катя ушла из ресторана.
- Виктор Хориняк — Константин Константинович Анисимов, бармен ресторана, парень официантки Насти. Приехал в Москву из Красноярска. Обладает простым добродушным характером. Не умеет врать, особенно Насте. Несмотря на привлекательную внешность, имеет проблемы в общении с девушками. В 60 серии женился на Насте, после чего у них родился сын Степан.
- Ольга Кузьмина — Анастасия Степановна Анисимова (Фомина), официантка ресторана, девушка Кости. Вегетарианка и защитница прав животных и бездомных. Несколько наивна, сентиментальна и романтична. В 60 серии вышла замуж за Костю, после чего у них родился сын Степан.
- Сергей Епишев — Лев Семёнович Соловьёв (Лёва), су-шеф ресторана. Живёт с мамой и шефом, а также страдает заиканием. Добрый и вежливый человек. Правая рука и хороший друг Виктора Петровича. Был влюблён в Катю, и она даже поцеловала его, но их отношения ни во что не переросли, и они остались друзьями.
- Сергей Лавыгин — Арсений Андреевич Чуганин (Сеня), повар-универсал, специалист по мясу. Лучший друг Феди. Любит разыгрывать сотрудников. А его привычка воровать продукты с кухни (и не только) граничит с клептоманией. Был влюблён в Катю несмотря на то, что он женат.
- Михаил Тарабукин — Фёдор Михайлович Юрченко (Федя), повар-универсал, специалист по рыбе. Лучший друг Сени. По поддельным документам гражданин Молдавии. Долгое время врал, что он бывший корабельный кок. был влюблён в Катю.
- Никита Тарасов — Луи Бенуа (Луи), повар-кондитер, француз из Прованса с нетрадиционной ориентацией. Любит болтать по телефону, при этом зачастую ссорится со своим возлюбленным из Франции.
- Марина Могилевская — Елена Павловна Соколова, шеф-повар московского ресторана фьюжн-кухни Arcobaleno. Долгое время жила и работала в Индии. Есть сын Василий. В этом сезоне она начала встречаться с Витей, но в 48 серии они расстались.
- Жаныл Асанбекова — Айнура Жаннатбековна Кененсарова, уборщица-посудомойка из Бишкека, столицы Киргизии. Работает без разрешения на работу уже несколько лет.
- Антон Сёмкин — Андрей Михайлович, новый хозяин ресторана Claude Monet. Представитель сети ресторанов «Vkusno Project». Гей, но при этом женат. Изменил концепцию ресторана.
- Константин Чепурин — Родион Сергеевич Громов, бомж, долгое время живший во внутреннем дворе ресторана. Выяснилось, что он очень богатый бизнесмен, потерявший память.
- Эльберд Агаев — Тимур Давидович, поставщик продуктов, старый знакомый Виктора Петровича Баринова.
- Мария Горбань — Кристина Семёновна Нагиева, жена Дмитрия Нагиева (до 44 серии).
- Екатерина Кузнецова — Александра Бубнова, официантка. В 42 серии была уволена из-за подставы Ильи.
- Андрей Бурковский — Илья, бывший парень Саши. Хотел подставить Макса, когда тот стал официантом, но в итоге пострадала Саша. В 44 серии попал под горячую руку Нагиева и был уволен.
- Ирина Темичева — Ева Белецкая, официантка ресторана Claude Monet. В 74 серии переспала с Виктором Петровичем, после чего соврала ему, что беременна. Обман был раскрыт, но без особых последствий.
- Елена Чернявская — Ангелина Ярославовна Смирнова, хостес ресторана Claude Monet.
- Юлия Такшина — Татьяна Сергеевна Гончарова, бывшая жена Виктора Петровича, мать Алисы, родная сестра Вики.
- Александр Ильин — Степан Андреевич Фомин, отец Насти, хозяин колбасного завода в Подмосковье.
- Татьяна Филатова — Галина Фомина, мать Насти.

### В эпизодах
- Заурбек Байцаев — Сослан, племянник Тимура
- Кристина Чичерина — Виолетта, официантка ресторана Claude Monet
- Антон Момот — Олег, официант ресторана Claude Monet
- Валерий Громовиков — Иван Соломонович, адвокат Кристины (42, 46)
- Ольга Зайцева — жена префекта (43)
- Александра Живова — Мария, девушка из клуба (46)
- Людмила Гнилова — вдова Ивана Соломоновича (46)
- Роман Печерский — журналист, обнаруживший таракана в блюде (47)
- Наталья Коренная — Каролина, подруга Елены Павловны из Индии (48)
- Тагир Рахимов — Ренат, друг Елены Павловны из Индии (48)
- Оливье Лежен — Поль, старый друг Шефа и куратор кулинарной академии, в которой училась Катя (51)
- Татьяна Майст — Светлана Ивановна, хозяйка съёмной квартиры Кости и Насти (52)
- Сергей Сосновский — Кирилл Ильич (дед Кирилл), недружелюбный сосед ресторана. Погиб в результате несчастного случая (52 серия, в 56 — в воспоминаниях героев)
- Ёла Санько — Валентина Григорьевна, хозяйка съёмной квартиры Макса и Кати (52)
- Аслан Бижоев — парень-кавказец на чёрном BMW (54)
- Камил Гаджиев — кавказец (54)
- Иван Рудаков[2] — Станислав, друг Кати, байкер по прозвищу «Поршень» (54)
- Нино Кантария — Ольга, жена Андрея Михайловича (57, 60)
- Юлия Подозёрова — жена/бывшая жена Родиона Сергеевича (59)

## Полнометражный фильм
Ресторан Claude Monet, после событий третьего сезона, продолжил и укрепил свою известность в Москве, оставаясь процветающим заведением с умелым владельцем, прилежным директором и, конечно, отменной кухней. Но, все надежды и труды команды обрывает провал ресторана в подготовке и проведении мероприятия международного уровня — встрече президентов России и Франции.
Работникам и владельцу ресторана приходится искать новое место работы и, оставив прежний Claude Monet, они устремляются в город любви, столицу Франции — Париж. Новая работа, новый колорит и новые соперники. Виктор Баринов встретит собственного отца — шеф-повара лучшего ресторана Парижа, а Максу придётся соперничать с французским ухажёром Виктории. Фильм заканчивается свадьбой Макса и Виктории Сергеевны. Также ресторан Claude Monet снова открывается и все старые сотрудники продолжают там работать.
Съёмка проходила преимущественно во Франции и началась 6 сентября 2013 года в Париже, а завершилась уже в России 18 февраля 2014 года. Всего съёмочный процесс продлился 53 дня, и было отснято 106 минут хронометража.
24 апреля 2014 года в Москве и в Санкт-Петербурге в кинотеатрах «Октябрь» и «Художественный» соответственно был представлен предпремьерный показ фильма, на котором присутствовали исполнители главных ролей в фильме Елена Подкаминская, Марк Богатырёв и Венсан Перес, а также режиссёр фильма — Дмитрий Дьяченко.

## Описание серий
| № серии | Описание серии | Премьера      |
| ------- | --- | ------------- |
| 1 (41)  | Макс начинает работу в роли официанта. Нагиев решает, что ресторану пора идти в ногу со временем и ищет нового повара — специалиста по молекулярной кухне. В итоге им становится старшая дочь Виктора Баринова, Катя. Настя никак не решается сказать отцу, что она беременна. Макс пытается любыми способами пригласить Вику на свидание.                                                                                              | 3 марта 2014  |
| 2 (42)  | Макс и Илья поспорили: кто больше наберёт чаевых за смену. Тем временем на кухне творится переполох: Сеня и Федя подшутили над Катей, забрав у неё одежду. Катя решает им отомстить: она приготовила молекулярное блюдо с… бараньим навозом. Нагиев, ничего не подозревая, пробует блюдо, и оно ему нравится. Тем временем Настя не может сдержаться и ест мясо. Нагиев увольняет Сашу из-за Ильи.                                      | 3 марта 2014  |
| 3 (43)  | У Максима возник конфликт с клиенткой, которая оказалась женой префекта. И теперь Максим с Викой вынуждены перед ней извиняться. Тем временем на кухне Катя активно вливается в коллектив. Шефу это не нравится, и он решает этому помешать. | 4 марта 2014  |
| 4 (44)  | Елена подарила Шефу слоника, который приносит удачу, и теперь Шефу везде везёт! Нагиев в конце концов развёлся с Кристиной, и теперь у него есть повод повысить всем и себе зарплату. Илья попадается под горячую руку и изменчивое настроение Нагиева, который его увольняет. Илья решает отомстить Нагиеву, однако от этого страдают ещё Шеф, Макс и Катя. Макс снова пытается сблизиться с Викой.                                    | 5 марта 2014  |
| 5 (45)  | Нагиев пытается добиться расположения Вики, но Макс начинает ревновать. Сеня попадается на воровстве, и не в первый раз. Катя собирается покинуть ресторан, но может остаться при одном условии: если Шеф сделает её су-шефом молекулярной кухни. Примет ли Шеф это условие? | 6 марта 2014  |
| 6 (46)  | Макс мучается из-за Вики. Нагиев и его бывшая жена Кристина воюют за ресторан, пытаясь выяснить, кто из них полноправный владелец. Они хотят устроить мероприятия в один день в тайне друг от друга. Шеф пытается угодить обоим. | 11 марта 2014 |
| 7 (47)  | Макс понимает, что теряет Вику и пытается придумать идеальный план, как её вернуть, однако каждый план заканчивается печально. Главная проблема — это Нагиев. Костя и Настя спорят об имени их будущего малыша. | 12 марта 2014 |
| 8 (48)  | Елена зовёт Шефа на встречу с её друзьями, а у Шефа футбол — «Спартак—ЦСКА». Любыми средствами Шеф пытается добраться до телевизора, но в конце концов он терпит поражение. Из-за Нагиева Макс вновь работает на кухне… правда, уборщиком. Максим собирается увольняться, но вскоре он снова становится поваром. | 13 марта 2014 |
| 9 (49)  | Костя устроился на вторую работу, но скрывает это от Насти, так как он работает у её отца. Шеф уходит в запой и тащит за собой Макса. | 17 марта 2014 |
| 10 (50) | Лёва, при помощи Макса, пытается устроить свидание с Катей. Шеф спорит с Нагиевым, что сможет найти себе женщину за один день. | 18 марта 2014 |
| 11 (51) | В ресторан приезжает старинный друг Шефа и куратор академии, из которой отчислили Катю. Из-за этого Макс становится жертвой Катиной лжи про беременность. Шеф думает, что Нагиев хочет его уволить. | 19 марта 2014 |
| 12 (52) | Дед Кирилл — самый главный враг ресторана и всё время старается отомстить работникам. Уговоры Нагиева и Шефа не действуют. Вскоре дед Кирилл погибает. Вика переезжает из своей квартиры к Нагиеву и оставляет ключи Насте, которая отдаёт их Максу. | 20 марта 2014 |
| 13 (53) | Готов ли Нагиев к серьёзным отношениям с Викой, а Вика с Нагиевым? Кто разгромил бар в «Клод Моне»? Что было этой ночью между Максом и Катей? | 24 марта 2014 |
| 14 (54) | Шефу не нравится новый парень Кати и он пытается от него избавиться деньгами. У Макса возникает конфликт с кавказцами. Катя на мотобайке попадает в аварию. | 25 марта 2014 |
| 15 (55) | Нагиеву нужно срочно научиться готовить. Вика увольняется из ресторана, а Макс использует свой шанс, чтобы её вернуть. | 26 марта 2014 |
| 16 (56) | На кухне завёлся полтергейст! Макс пытается придумать собственное блюдо. Нагиев назначает Кристину арт-директором ресторана, однако это было крайне опрометчивое решение с его стороны. | 27 марта 2014 |
| 17 (57) | Нагиев раздумывает о продаже ресторана. Макс понимает, что нравится Кате, и начинает радоваться этому, пока в ресторан не возвращается Вика. | 31 марта 2014 |
| 18 (58) | Вика устанавливает новые правила для всех сотрудников кухни. Шеф гневится, но потом меняет свою позицию. Макс пытается объясниться с Катей и поговорить с Викой. | 1 апреля 2014 |
| 19 (59) | Андрей Михайлович, новый хозяин ресторана, увидел Родиона Сергеевича на заднем дворе ресторана и хочет его отдать в полицию. В спешке Шеф говорит, что Родион Сергеевич — его будущий работник и принимает его к себе на кухню. Оказывается, Родион Сергеевич вовсе не бомж, а известный бизнесмен который пропал 3 года назад в состояния аффекта! Макс начинает с Викой новые отношения, до тех пор пока Катя не увольняется с кухни. | 2 апреля 2014 |
| 20 (60) | Максим притворяется, что потерял память, чтобы начать отношения с Викой. Вскоре его план раскрывается… У Насти на свадьбе начинаются схватки. Нагиев выкупает ресторан при помощи Родиона Сергеевича. | 3 апреля 2014 |